# مارسيا هاينز
مارسيا هاينز (بالإنجليزية: Marcia Hines)‏ هي مغنية أسترالية، ولدت في 20 يوليو 1953 في بوسطن في الولايات المتحدة.

## وصلات خارجية
- الموقع الرسمي
- مارسيا هاينز على موقع IMDb (الإنجليزية)
- مارسيا هاينز على موقع ميوزك برينز (الإنجليزية)
- مارسيا هاينز على موقع أول ميوزيك (الإنجليزية)
- مارسيا هاينز على موقع ديسكوغز (الإنجليزية)
- مارسيا هاينز على موقع قاعدة بيانات الفيلم (الإنجليزية)